# محمدحوبیل
محمدحوبیل (انگلیسی: Mohamed Hubail؛ زادهٔ ۲۳ ژوئن ۱۹۸۱) بازیکن فوتبال اهل بحرین است.
از باشگاه‌هایی که در آن بازی کرده‌است می‌توان به باشگاه ورزشی العربی کویت، باشگاه فوتبال القادسیه عربستان سعودی، باشگاه ورزشی الغرافه و باشگاه ورزشی القطر اشاره کرد.
وی همچنین در تیم ملی فوتبال بحرین بازی کرده‌است.